# 嘉瀬村 (新潟県)
嘉瀬村（かせむら）は、かつて新潟県中蒲原郡にあった村。1901年11月1日の新設合併によって消滅し、現在は新潟市江南区の一部となっている。
以下の記述は合併直前当時の旧嘉瀬村に関しての記述であり、現在では名称等が異なる場合がある。なお、ここに記述されていない内容に関しては新潟市などの記事を参照。

## 沿革
天文年間に開発。
- 1889年（明治22年）4月1日 - 町村制施行に伴い中蒲原郡嘉瀬村が村制施行し、嘉瀬村が発足。
- 1901年（明治34年）11月1日 - 中蒲原郡割野村、酒屋村、和舞村と合併し、両川村となり消滅。大字嘉瀬となる。